# Lindsey Maguire
Lindsey Maguire (Edimburgo, 15 de enero de 1982) es una deportista británica que compitió en remo.
Ganó una medalla de bronce en el Campeonato Mundial de Remo de 2011 y dos medallas en el Campeonato Europeo de Remo, en los años 2007 y 2008.
Participó en los Juegos Olímpicos de Londres 2012, ocupando el quinto lugar en la prueba de ocho con timonel.

## Palmarés internacional
| Campeonato Mundial | Campeonato Mundial | Campeonato Mundial | Campeonato Mundial |
| Año                | Lugar              | Medalla            | Prueba             |
| ------------------ | ------------------ | ------------------ | ------------------ |
| 2011               | Bled (Eslovenia)   | Medalla de bronce  | Ocho con timonel   |
| Campeonato Europeo |                    |                    |                    |
| Año                | Lugar              | Medalla            | Prueba             |
| 2007               | Poznań (Polonia)   | Medalla de bronce  | Ocho con timonel   |
| 2008               | Maratón (Grecia)   | Medalla de plata   | Ocho con timonel   |